# Justin de Haas
Justin de Haas, né le 1er février 2000 à Zaandam aux Pays-Bas, est un footballeur néerlandais qui évolue au poste de défenseur central au FC Famalicão.

## Biographie

### En club
Né à Zaandam aux Pays-Bas, Justin de Haas est formé par l'AZ Alkmaar. Il joue son premier match en professionnel avec l'équipe réserve du club, le Jong AZ (en), lors d'une rencontre de championnat contre le Jong FC Utrecht (en) le 12 octobre 2018. Il entre en jeu à la place de Richard Sedláček (en), et les deux équipes se neutralisent (2-2 score final).
Lors de l'été 2019, de Haas rejoint librement le PSV Eindhoven. Le transfert est annoncé dès le 30 avril 2019.
Le 16 février 2021, Justin de Haas rejoint le Dinamo Zagreb sous la forme d'un prêt. Il est intégré à l'équipe réserve du club.
Lors de l'été 2021, Justin de Haas rejoint le NK Lokomotiva Zagreb. Le transfert est annoncé le 16 juin 2021.
Le 3 juillet 2023, Justin de Haas prend la direction du Portugal pour signer un contrat de trois ans, soit jusqu'en juin 2026, avec le FC Famalicão.
De Haas marque son premier but pour Famalicão le 30 septembre 2023, lors d'une rencontre de championnat face au Boavista FC. Titulaire, il marque le but égalisateur de son équipe dans les dernières minutes du match (3-3 score final).

### En sélection
Justin de Haas commence sa carrière internationale avec l'équipe des Pays-Bas des moins de 16 ans, jouant un total de trois matchs en 2016.